# Liste der Biografien/Smith, T
Liste der Biografien |
Portal Biografien |
T Personensuche
# |
A |
B |
C |
D |
E |
F |
G |
H |
I |
J |
K |
L |
M |
N |
O |
P |
Q |
R |
S |
T |
U |
V |
W |
X |
Y |
Z |
?
 
Sa |
Sb |
Sc |
Sd |
Se |
Sf |
Sg |
Sh |
Si |
Sj |
Sk |
Sl |
Sm |
Sn |
So |
Sp |
Sq |
Sr |
Ss |
St |
Su |
Sv |
Sw |
Sy |
Sz
 
Sma |
Smb |
Sme |
Smi |
Smj |
Smo |
Smr |
Smu |
Smy
 
Smia |
Smic |
Smid |
Smie |
Smig |
Smij |
Smik |
Smil |
Smir |
Smis |
Smit
 
Smita |
Smite |
Smith |
Smitk |
Smitr |
Smits |
Smitt
 
Smith, A |
Smith, B |
Smith, C |
Smith, D |
Smith, E |
Smith, F |
Smith, G |
Smith, H |
Smith, I |
Smith, J |
Smith, K |
Smith, L |
Smith, M |
Smith, N |
Smith, O |
Smith, P |
Smith, Q |
Smith, R |
Smith, S |
Smith, T |
Smith, U |
Smith, V |
Smith, W |
Smith, Y |
Smith, Z |
Smith? |
Smitha |
Smithe |
Smithi |
Smiths |
Smithw |
Smithy
Die Liste der Biografien führt alle Personen auf, die in der deutschsprachigen Wikipedia einen Artikel haben. Dieses ist eine Teilliste mit 69 Einträgen von Personen, deren Namen mit den Buchstaben „Smith, T“ beginnt.

## Smith, T
- Smith, T. V. (* 1956), britischer Musiker

### Smith, Ta
- Smith, Tab (1909–1971), US-amerikanischer Jazz-Saxophonist
- Smith, Taran Noah (* 1984), US-amerikanischer Schauspieler
- Smith, Tasha (* 1971), US-amerikanische SchauspielerinTasha Smith (* 1971)

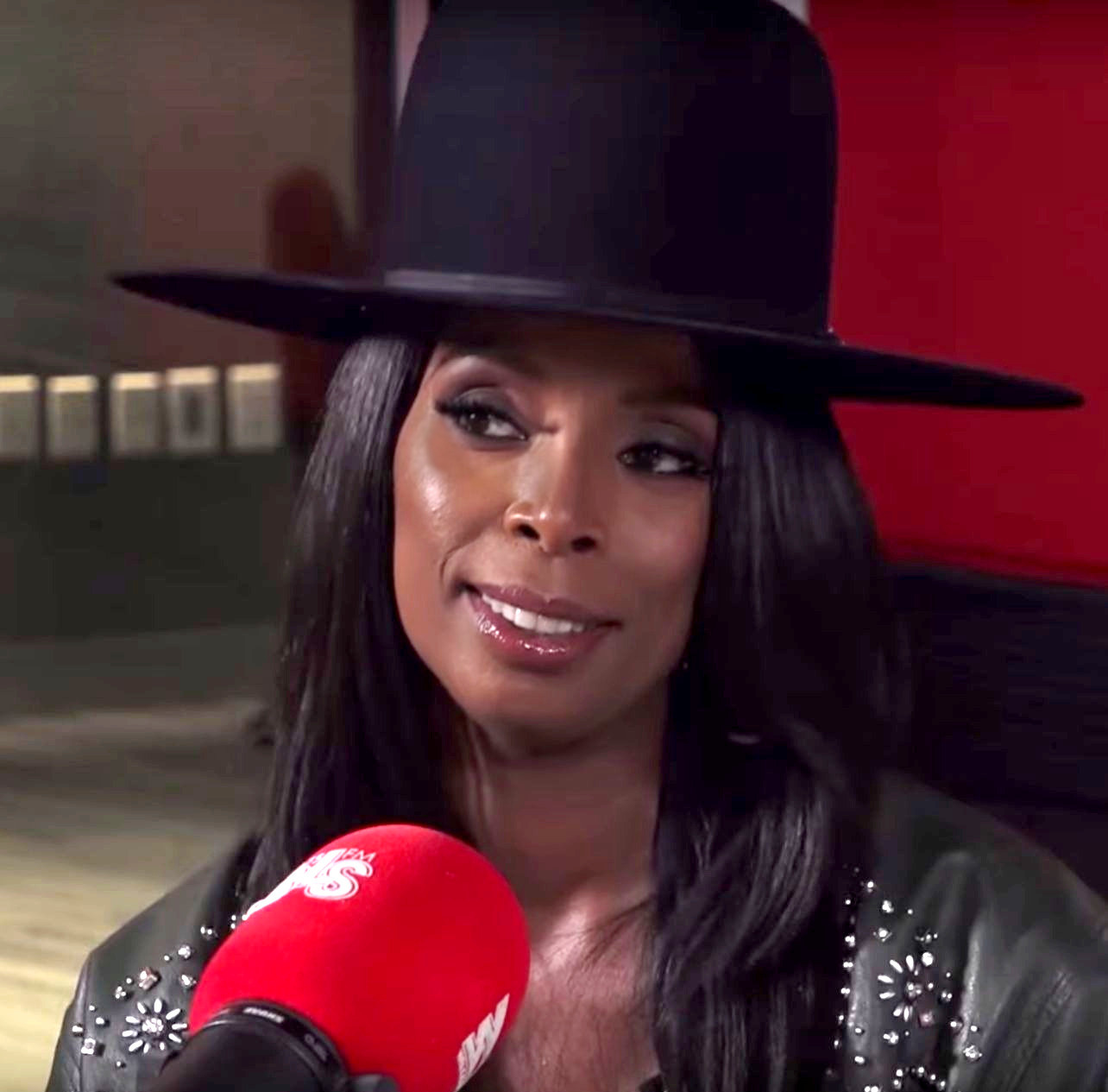
Tasha Smith (* 1971)

- Smith, Tate (* 1981), australischer Kanute
- Smith, Tatjana (* 1997), südafrikanische Schwimmerin
- Smith, Taylor (* 1993), US-amerikanische Fußballspielerin
- Smith, Taylor John (* 1995), US-amerikanischer Schauspieler

### Smith, Te
- Smith, Ted (1886–1949), US-amerikanischer Artdirector und Szenenbildner
- Smith, Ted (1928–1992), US-amerikanischer Radrennfahrer
- Smith, Teddy (1932–1979), US-amerikanischer Jazz-Bassist des Modern Jazz
- Smith, Telvin (* 1991), US-amerikanischer American-Football-Spieler
- Smith, Teray (* 1994), bahamaischer Sprinter
- Smith, Terence (1932–2021), britischer Segler

### Smith, Th
- Smith, Theobald (1859–1934), US-amerikanischer Pathologe
- Smith, Thomas (1513–1577), englischer Gelehrter und Diplomat
- Smith, Thomas (1648–1694), englischer Politiker; Gouverneur der Province of Carolina
- Smith, Thomas, englischer Seemann und Kapitän, Porträtmaler
- Smith, Thomas (1745–1809), US-amerikanischer Jurist und Politiker des Bundesstaates Pennsylvania
- Smith, Thomas († 1846), US-amerikanischer Politiker
- Smith, Thomas (1799–1876), US-amerikanischer Politiker
- Smith, Thomas (1931–2022), US-amerikanischer Sportschütze
- Smith, Thomas Alexander (1850–1932), US-amerikanischer Politiker
- Smith, Thomas Carlyle (1916–2004), US-amerikanischer Historiker
- Smith, Thomas Francis (1865–1923), US-amerikanischer Jurist und Politiker
- Smith, Thomas James († 1870), US-amerikanischer Marshal
- Smith, Thomas M. (* 1955), US-amerikanischer Ökologe und Hochschullehrer
- Smith, Thomas Vernor (1890–1964), US-amerikanischer Politiker
- Smith, Thorne (1892–1934), US-amerikanischer Schriftsteller
- Smith, Thunder (1914–1963), US-amerikanischer Bluesmusiker

### Smith, Ti
- Smith, Tiger B. (1952–2016), deutscher Rockmusiker und Frontmann der gleichnamigen Band
- Smith, Tilly (* 1994), britische Lebensretterin, Retterin von rund einhundert Menschen während des Tsunami im Indischen Ozean im Dezember 2004
- Smith, Tina (* 1958), US-amerikanische PolitikerinTina Smith (* 1958)

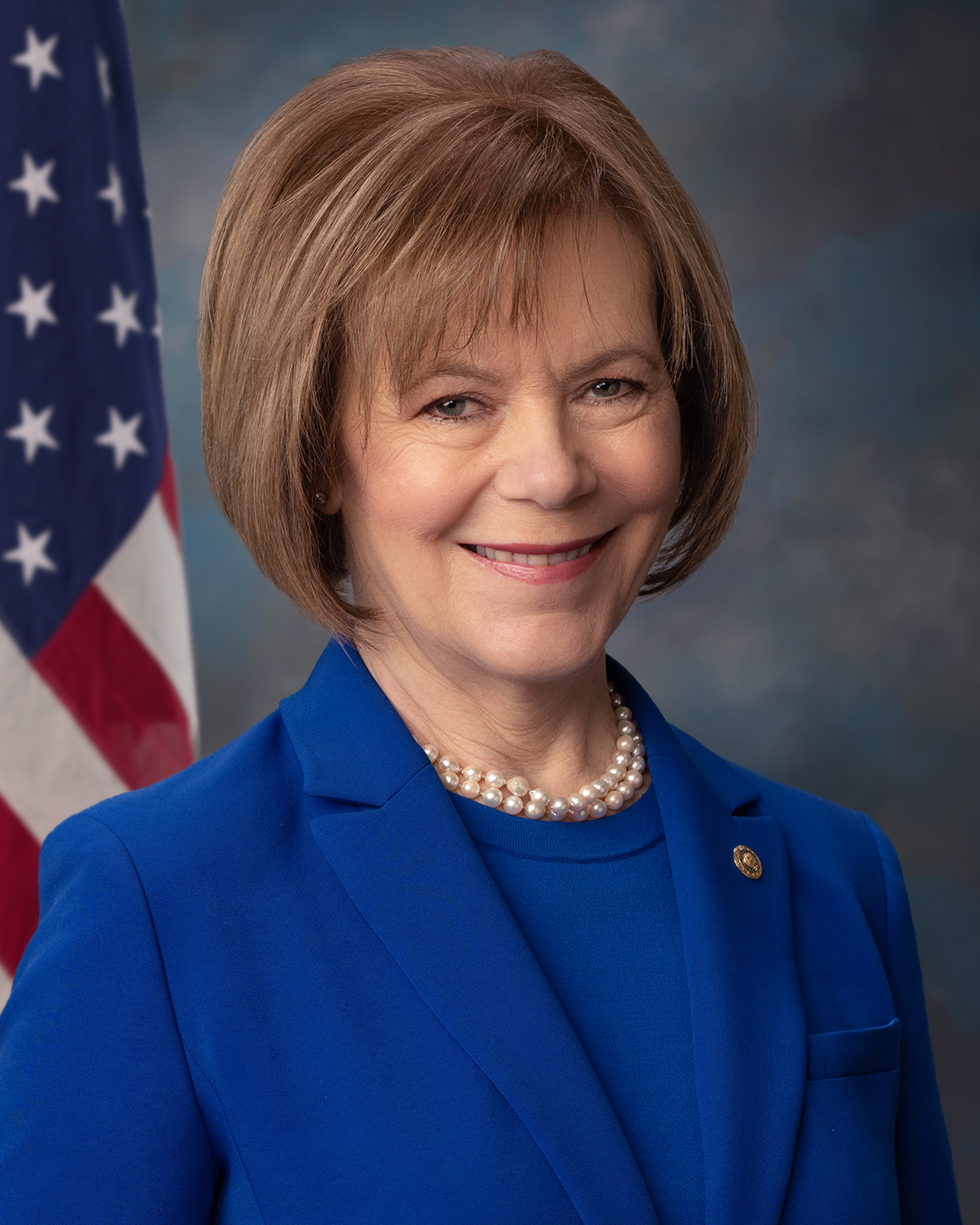
Tina Smith (* 1958)

- Smith, Tina Nadine (* 2002), australische Tennisspielerin

### Smith, To
- Smith, Tom (1920–2009), britischer Maskenbildner
- Smith, Tom (1971–2022), schottischer Rugbyspieler
- Smith, Tom (* 1981), englischer Musiker und Songwriter
- Smith, Tom Rob (* 1979), britischer Schriftsteller
- Smith, Tommie (* 1944), US-amerikanischer Sprinter und OlympiasiegerTommie Smith (* 1944)

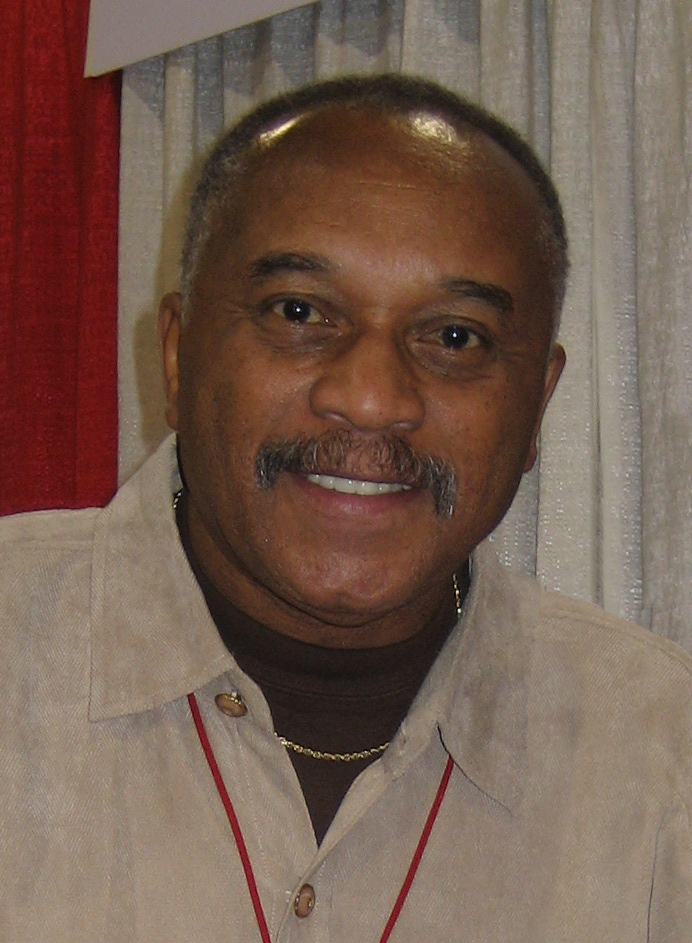
Tommie Smith (* 1944)

- Smith, Tommy (1885–1966), kanadischer Eishockeyspieler
- Smith, Tommy (1945–2019), englischer Fußballspieler
- Smith, Tommy (* 1967), britischer Jazzmusiker und Hochschullehrer
- Smith, Tommy (* 1990), englisch-neuseeländischer Fußballspieler
- Smith, Tommy (* 2002), australischer Rennfahrer
- Smith, Tony (1912–1980), US-amerikanischer Bildhauer
- Smith, Tony (* 1967), australischer Politiker der Liberalen Partei Australiens
- Smith, Torrey (* 1989), US-amerikanischer American-Football-Spieler

### Smith, Tr
- Smith, Travis (* 1970), US-amerikanischer Grafiker
- Smith, Travis (* 1982), US-amerikanischer Schlagzeuger
- Smith, Treania (1901–1990), australische Galeristin und Künstlerin
- Smith, Trecia (* 1975), jamaikanische Dreispringerin
- Smith, Tre’Quan (* 1996), US-amerikanischer American-Football-Spieler
- Smith, Trevor (* 1985), kanadischer Eishockeyspieler
- Smith, Trevor, Baron Smith of Clifton (1937–2021), britischer Politiker, Manager und Unternehmer
- Smith, Trey (* 1999), US-amerikanischer American-Football-SpielerTrey Smith (* 1999)

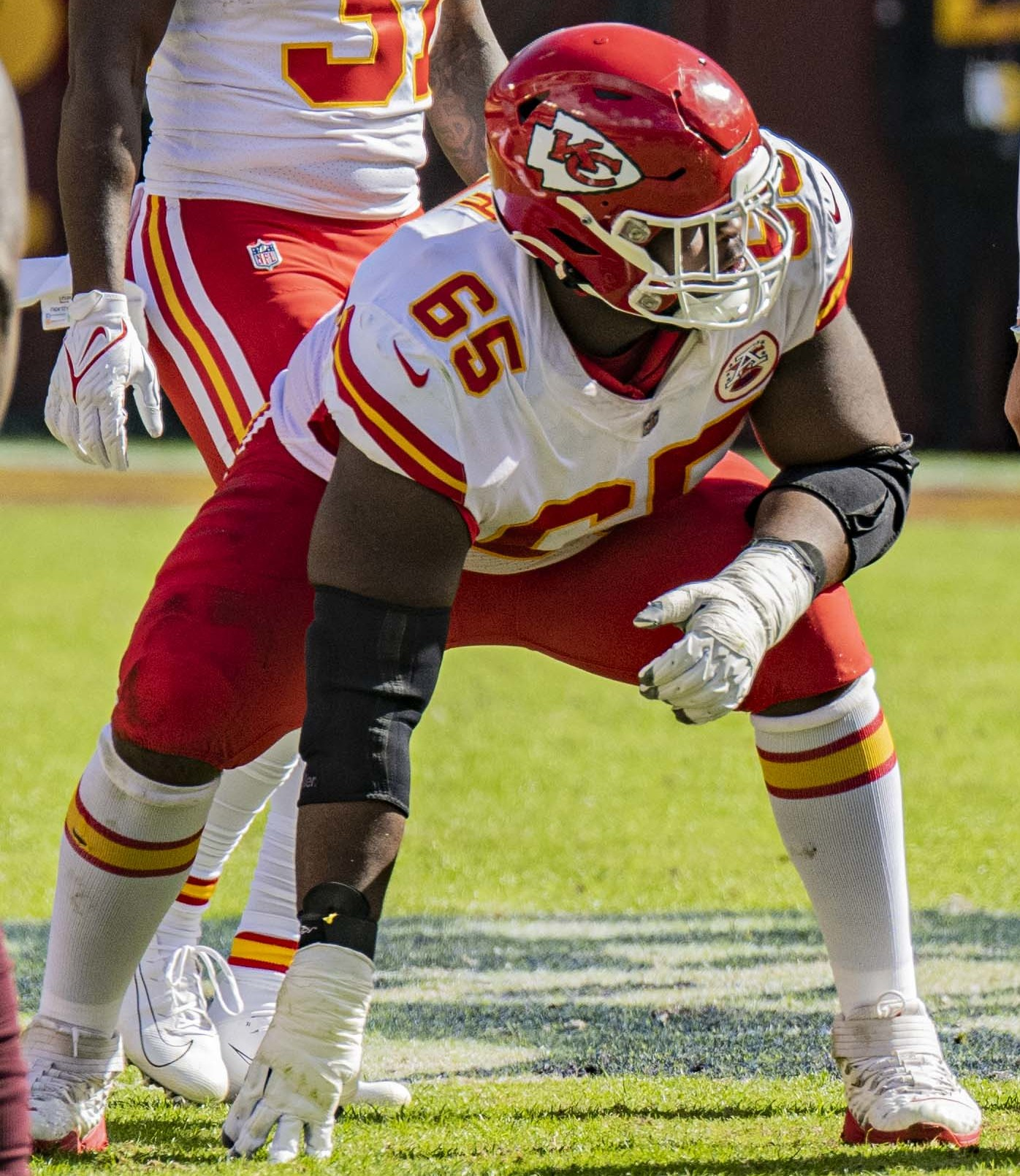
Trey Smith (* 1999)

- Smith, Tricia (* 1957), kanadische Ruderin und Sportfunktionärin
- Smith, Trixie († 1943), US-amerikanische Blues-Sängerin
- Smith, Troy (* 1987), jamaikanischer Fußballspieler
- Smith, Truman (1791–1884), US-amerikanischer Politiker
- Smith, Trygve (1880–1948), norwegischer Tennisspieler
- Smith, Trygve (1892–1963), norwegischer Fußballspieler

### Smith, Tu
- Smith, Tucker (1936–1988), US-amerikanischer Schauspieler und Tänzer

### Smith, Ty
- Smith, Ty (* 2000), kanadischer Eishockeyspieler
- Smith, Tye (* 1993), US-amerikanischer American-Football-Spieler
- Smith, Tyler (* 1986), US-amerikanischer Musiker
- Smith, Tyler (* 2001), US-amerikanischer American-Football-Spieler
- Smith, Tyron (* 1990), US-amerikanischer American-Football-Spieler
- Smith, Tyrone (* 1984), bermudischer Weitspringer
- Smith, Tyson (* 1987), kanadischer Biathlet